# Frederick Busch
Frederick Matthew Busch (Brooklyn, 1º agosto 1941 – New York, 23 febbraio 2006) è stato uno scrittore statunitense.

## Biografia
Nato il 1º agosto 1941 a Brooklyn dall'avvocato Benjiamin e dall'insegnante, autrice e naturalista Phyllis, dopo il B.A. al Muhlenberg College nel 1962, ha conseguito un M.A. nel 1967 alla Columbia University.
Ha esordito nella narrativa nel 1971 con il romanzo I Wanted A Year Without Fall ottenendo recensioni miste mentre la seconda opera, il dramma familiare Manual Labor pubblicato nel 1974, ha ottenuto l'apprezzamento della scrittrice Joyce Carol Oates.
Autore di più di 30 libri tra saggi, romanzi e raccolte di racconti incentrati sulla dura vita della gente comune, ha insegnato letteratura all'Univeristà Colgate di Hamilton.
È morto a 64 anni il 23 febbraio 2006 in un hotel di New York a causa di un infarto.

## Vita privata
Sposatosi nel 1963 con Judy Burroughs, dalla loro unione sono nati Nicholas e l'attore e scrittore Benjamin.

## Opere

### Romanzi
- I Wanted A Year Without Fall (1971)
- Manual Labor (1974)
- Breathing Trouble (1974)
- Domestic Particulars (1976)
- The Mutual Friend (1978)
- Rounds (1980)
- Take This Man (1981)
- Invisible Mending (1984)
- Sometimes I Live in the Country (1986)
- Closing Arguments (1988)
- War Babies (1989)
- Harry and Catherine (2000)
- Long Way From Home (1993)
- Ragazze (Girls, 1997), Milano, Marsilio, 2004 traduzione di Stefano Bortolussi ISBN 88-317-8315-7.
- The Night Inspector (1999)
- A Memory of War (2003)
- North: A Novel (2005)

### Raccolte di racconti
- Hardwater Country: Stories (1979)
- Too Late American Boyhood Blues: Ten Stories (1984)
- Absent Friends (1989)
- Children in the Woods: New and Selected Stories (1994)
- Don't Tell Anyone: Short Stories and a Novella (2000)
- Rescue Missions (2006)
- The Stories of Frederick Busch (2013)

### Saggi
- A Dangerous Profession: A Book about the Writing Life (1998)
- Letters to a Fiction Writer (2000)

## Premi e riconoscimenti

### Vincitore
National Jewish Book Award
- 1985 nella categoria "Fiction" con Invisible Mending[9]

Premio PEN/Malamud
- 1991 alla carriera[10]

American Academy of Arts and Letters
- 2001 Premio alla carriera[11]

American Academy of Arts and Sciences
- 2001 eletto membro[12]

### Finalista
Premio PEN/Faulkner per la narrativa
- 1995 con Children in the Woods: New and Selected Stories; 2000 con The Night Inspector[13]